# Alfred Chicken
Alfred Chicken est un jeu vidéo de plates-formes développé par Twilight et édité par Mindscape, sorti en 1993 sur Amiga, Amiga CD32, NES, Super Nintendo et Game Boy.

## Accueil
- AllGame : 3,5/5 (NES)[1]
- Electronic Gaming Monthly : 20/40 (NES) [2]

## Remakes
Le jeu a fait l'objet de deux remakes :
- Alfred's Adventure, sorti en 2000 sur Game Boy Color, développé par Mobius Entertainment et édité par SCi.
- Alfred Chicken, en 3D, sorti en 2002 sur PlayStation, développé par Mobius Entertainment et édité par Sony Computer Entertainment Europe (noté 11/20 sur Jeuxvideo.com[3])